# Paralelo 88 S
O Paralelo 88 S é um paralelo no 88° grau a sul do plano equatorial terrestre. Atravessa terras da Antártida..

## Dimensões
Conforme o sistema geodésico WGS 84, no nível de latitude 88° S, um grau de longitude equivale a 3,9 km; a extensão total do paralelo é portanto 1.403 km, cerca de 3,5% da extensão do Equador, da qual esse paralelo dista 9.779 km, distando 223 km do polo sul.

## Cruzamentos
Como todos paralelos ao sul do Paralelo 84 S, o paralelo 88 S passa totalmente sobre terras na Antártica.